# Aria (země)

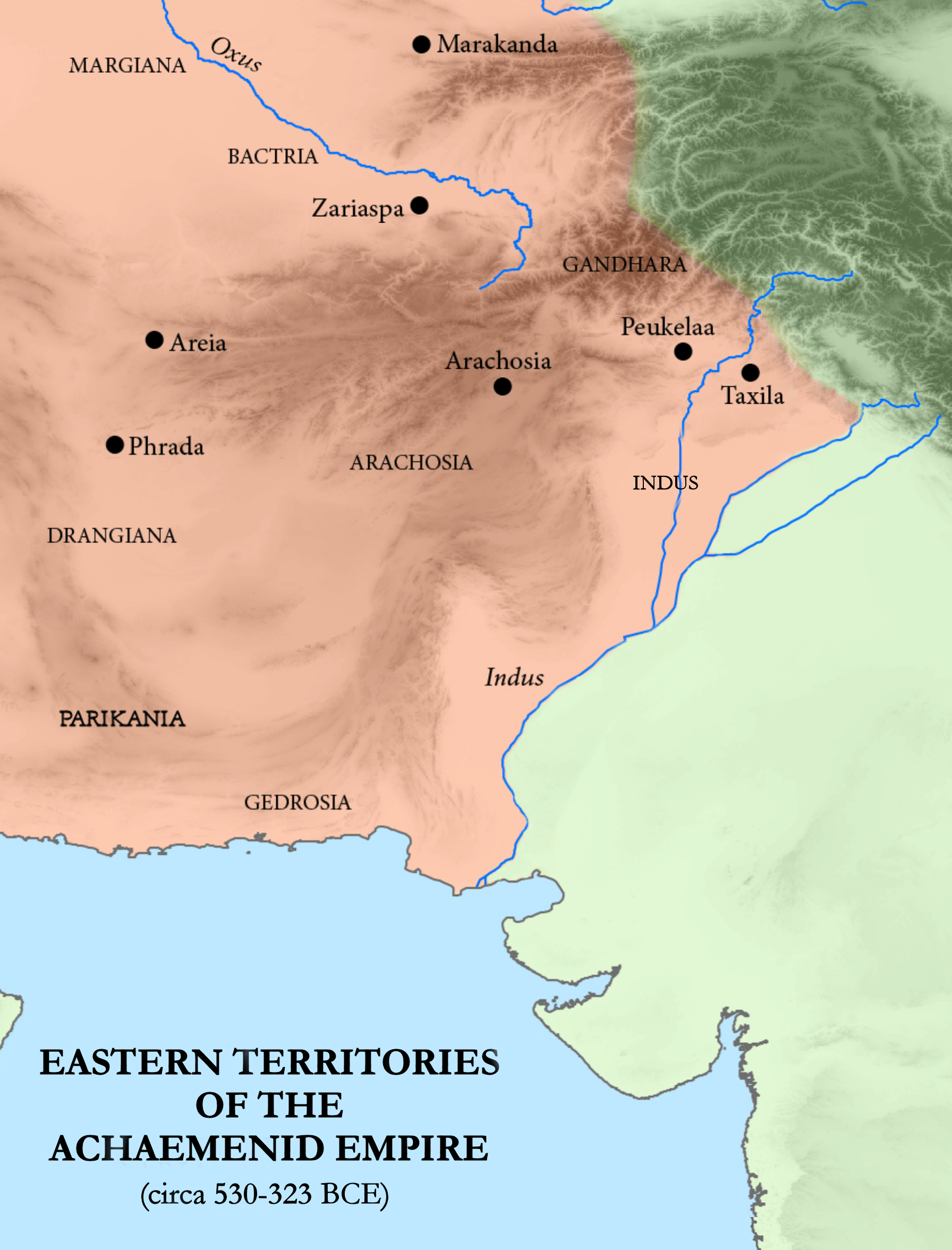
Východní satrapie Achaimenovské říše

Aria je historické území Íránu a bývalá satrapie v dnešním severozápadním Afghánistánu, které bylo proslaveno úrodností a především svým vinařstvím. Rozkládalo se v údolí řeky Harirúd, která tvoří hranici Afghánistánu, Turkmenistánu a Íránu, a jeho centrum se nacházelo v místech dnešního Herátu. Arie tak přibližně odpovídala současné provincii Herát a sousedila na severu  s Margiánou a Baktrií, na východě s Paropamisdai, na jihu s Drangiánou a na západě s Parthií a Kermánií. Jméno vychází ze starořeckého Ἀρ(ε)ία Ar(e)ia, a to zase ze staroperského Haraiva a avestánského Haraévua. To odkazuje na původní jméno řeky Harirúd, řecky zvané Areios, což zmiňuje Arriános. Od tohoto území se liší Ariané, širší území zahrnující perské državy na území dnešního Afghánistánu a Pákistánu, včetně Arie. Oba názvy však byly už ve starověku zaměňovány.
Arie je poprvé zmiňována v Behistunském nápisu jako Haraiva ležící mezi zeměmi Zranka a Uvárazmi, mezi územími, která si podmanil Dareios I. Strabón ve své Geografice uvádí, že Arie je společně s Drangiánou nejmocnějším krajem této části Asie, že vyniká kvalitou vína, a zmiňuje místní města Artakaena, Alexandreia a Achaia, všechna pojmenována podle svých zakladatelů. Dále je Arie zmiňována v díle Klaudia Ptolemaia (6.17), Hérodota, Diodóra Sicilského a Pomponia Mela.